# Kompozitni red
Kompozitni red (ili Kompozitni stil) je jedan od pet stilova gradnje u antičkoj arhitekturi; ostala četiri su: dorski, jonski, korintski i toskanski.
Kompozitni red je red mješavina klasičnih stilova, u njemu se spajaju volute s kapitela jonskog reda s akantusovim lišćem iz korintskog reda. Volute kompozitnog reda su veće, no košara kompozitnog kapitela (ehin) je oblikovana poput korintskog. Vrlo elegantni stup kompozitnog reda imao je precizno utvrđeni omjer, morao je biti visok točno deset svojih promjera.
Sve do renesanse, - kompozitni red nije bio držan za posebni arhitektonski red, dotada je uziman za kasnorimsku inačicu korintskog reda. Slavoluk Tita Flavija iz 82. godine, na Rimskom forumu, je prvi izgrađeni primjer korintskog reda.

## Pogledajte i ovo
- Dorski red
- Jonski red
- Korintski red
- Toskanski red
- Umjetnost stare Grčke
- Umjetnost starog Rima
- Konstrukcije